# Донской 15-й казачий полк
15-й Донской казачий генерала Краснова 1-го полк

## Ранние формирования полка
15-й Донской казачий полк являлся прямым наследником Донского казачьего Карпова полка, который был сформирован в середине 1820-х годов XIX века и принимал участие в Кавказских кампаниях против персов в 1826—1828 годах и против турок в 1828—1829 годах.
Впервые Донской казачий полк под № 15 был сформирован 26 мая 1835 года на основании нового положения о Донском казачьем войске. Периодически этот полк созывался в строй и распускался на льготу, также менялся его текущий номер (в зависимости от свободного номера полка при созыве). Кроме номера в названии полка также положено было означать и имя его текущего командира.
Полк долгое время находился на Кавказе и принимал участие в походах против горцев.

## Окончательное формирование полка
27 июля 1875 года с Дона на внешнюю службу был вызван очередной Донской казачий № 15 полк. С этих пор оставался первоочередным и более на льготу не распускался.
В 1877—1878 годах полк состоял в 1-й Донской казачьей дивизии генерала И. И. Шамшева и принимал участие в военных действиях против турок в Болгарии.
С 24 мая 1894 года полк именовался как 15-й Донской казачий полк. 26 августа 1904 года вечным шефом полка был назван генерал Краснов 1-й и его имя было присоединено к имени полка.
В 1914—1917 годах полк принимал участие в Первой мировой войне. Активно действовал в Томашовском сражении 1914 г. Сражался в ходе Заднестровского сражения 26 апреля - 2 мая 1915 г.

## Знаки отличия полка
- Полковое Георгиевское знамя с надписью «За отличие в Персидскую и Турецкую войны 1827 и 1828 годов», пожалованное 29 апреля 1869 года (отличие унаследовано от Донского казачьего Карпова полка, которому знамя с этой надписью было пожаловано 21 сентября 1831 года).
- Знаки отличия на головные уборы с надписью «За отличие в Турецкую войну 1877 и 1878 годов», пожалованные 17 апреля 1878 года.
- Одиночные белевые петлицы на воротнике и обшлагах нижних чинов, пожалованные 6 декабря 1908 года.

## Командиры
- 24.05.1871 — 24.10.1874 — полковник Карпов, Ананий Петрович
- 03.10.1875 — 31.12.1875 — полковник Курнаков, Николай Васильевич
- 31.12.1875 — 15.11.1884 — полковник Голубинцев, Арсений Никитич
- 15.11.1884 — 17.04.1886 — полковник Кузнецов, Михаил Иванович
- 17.04.1886 — 13.02.1888 — полковник Машлыкин, Николай Иванович
- 13.02.1888 — 30.05.1889 — полковник Слюсарев, Николай Александрович
- 26.06.1889 — 22.10.1894 — полковник Сазонов, Вонифатий Григорьевич
- 27.10.1894 — 18.01.1900 — полковник Кандиба, Владимир Тимофеевич
- 05.05.1900 — 27.07.1903 — полковник Гнилорыбов, Виктор Григорьевич
- 02.08.1903 — 08.11.1908 — полковник Карнеев, Николай Васильевич
- 23.11.1908 — 14.09.1911 — полковник Родионов, Василий Матвеевич
- 14.09.1911 — 09.10.1915 — полковник Фарафонов, Иван Иванович
- 09.12.1915 — 29.08.1917 — полковник Ситников, Григорий Алексеевич